# Stilbopteryx albosetosa
Stilbopteryx albosetosa är en insektsart som beskrevs av Edgar F. Riek 1976. Stilbopteryx albosetosa ingår i släktet Stilbopteryx och familjen myrlejonsländor. Inga underarter finns listade i Catalogue of Life.